# 秀山乡 (怀宁县)
秀山乡，是中华人民共和国安徽省安庆市怀宁县下辖的一个乡镇级行政单位。

## 行政区划
秀山乡下辖以下地区：
栏坝社区、双龙村、蒋楼村、西涧村、司马村、独秀村、观铺村和章岭村。